# Miklós Vadas
Dans le nom hongrois Vadas Miklós, le nom de famille précède le prénom, mais cet article utilise l’ordre habituel en français Miklós Vadas, où le prénom précède le nom.
Miklós Vadas (Miklós Weisz, 1906-7 avril 1981) était un footballeur et entraîneur hongrois de football, qui a dirigé trois sélections nationales (Albanie, Syrie et Jordanie).

## Biographie
Débutant comme joueur de Somogy entre 1923 et 1927, il rejoint ensuite le club de ERSO à Budapest jusqu'en 1929. Cette année-là, il quitte la Hongrie pour les États-Unis, jouant dans différents clubs de New York (Brooklyn Hakoah, Brooklyn Wanderers et New York Hungaria). Il retourne ensuite en Europe et plus précisément en France, à Lyon pendant une saison pour finir en Suisse à Porrentruy, comme joueur-entraîneur.
Après cela, il devient entraîneur : il dirige tout d'abord le légendaire ÉDOSZ SE Budapest lors de l'automne 1950 mais il termine dixième du championnat, ce qui a comme conséquence de le virer. Puis l'espace d'un match amical, il devient le sélectionneur de l'Albanie, le 29 novembre 1953 à Tirana, pour une victoire sur le score de deux buts à zéro contre la Pologne. Ensuite, il dirige la sélection syrienne, entre 1960 et 1965 et enfin la sélection jordanienne entre 1965 et 1966, sans remporter de titre. 